# シャープ苫東の森太陽光発電所
シャープ苫東の森太陽光発電所（シャープとまとうのもりたいようこうはつでんしょ）は、北海道苫小牧市にある太陽光発電所。2015年（平成27年）竣工、2016年（平成28年）運転開始。

## 概要
オリックスとシャープによる共同事業であり、合同会社「苫小牧ソーラーエナジー」（出資比率はオリックス70 %、シャープ30 %）を設立して運営している。出力は45.6 MWあり、年間予測発電量約51,000 MWhは一般家庭の年間消費電力量約14,000世帯分の電力を発電している。第三セクター「苫東」の所有地約141 haを賃借して約80 haにソーラーパネルを設置しており、残りは樹木などの緑化地帯を保存（残置森林）している。苫小牧東部地域には「シャープ苫小牧第一太陽光発電所」「シャープ苫小牧第二太陽光発電所」があるほか、北海道内の太陽光発電所のメンテナンス業務を行う「シャープ 北海道太陽光発電メンテナンスセンター」を設置している。

## 設備
ソーラーパネルはシャープ製の245 Wと250 Wの多結晶シリコン型パネル、パワーコンディショナーは富士電機製を使用している。